# Campeonato europeo de hockey sobre patines masculino de 1977
El XXXIII Campeonato europeo de hockey sobre patines masculino de 1977 se celebró en Oporto (Portugal) del 23 al 31 de julio de 1977. Fue organizado por el Comité Europeo de Hockey sobre Patines. La selección de Portugal ganó su decimoquinto título.

## Equipos participantes
|              |
| Alemania     |
| Bélgica      |
| España       |
| Francia      |
| Inglaterra   |
| Italia       |
| Países Bajos |
| Portugal     |
| Suiza        |

## Resultados
|              | Bandera de Suiza | Bandera de los Países Bajos | Bandera de Italia | Bandera de Francia | Bandera de Portugal | Bandera de Inglaterra | Bandera de España | Bandera de Alemania | Bandera de Bélgica |
| ------------ | ---------------- | --------------------------- | ----------------- | ------------------ | ------------------- | --------------------- | ----------------- | ------------------- | ------------------ |
| Suiza        |                  |                             |                   |                    |                     |                       |                   |                     |                    |
| Países Bajos | 4-3              |                             |                   |                    |                     |                       |                   |                     |                    |
| Italia       | 6-1              | 4-0                         |                   |                    |                     |                       |                   |                     |                    |
| Francia      | 2-6              | 3-3                         | 3-3               |                    |                     |                       |                   |                     |                    |
| Portugal     | 5-2              | 10-2                        | 2-0               | 15-3               |                     |                       |                   |                     |                    |
| Inglaterra   | 0-4              | 3-9                         | 0-1               | 2-7                | 1-19                |                       |                   |                     |                    |
| España       | 6-1              | 0-0                         | 1-1               | 8-0                | 1-4                 | 9-1                   |                   |                     |                    |
| Alemania     | 2-5              | 2-1                         | 1-1               | 2-1                | 0-3                 | 4-0                   | 0-2               |                     |                    |
| Bélgica      | 6-1              | 3-3                         | 4-2               | 1-4                | 2-9                 | 5-1                   | 0-3               | 2-4                 |                    |

## Clasificación
| Equipo       | Pts | PJ | PG | PE | PP | GF | GC | DG  |
| ------------ | --- | -- | -- | -- | -- | -- | -- | --- |
| Portugal     | 16  | 8  | 8  | 0  | 0  | 67 | 11 | +56 |
| España       | 12  | 8  | 5  | 2  | 1  | 30 | 7  | +23 |
| Italia       | 9   | 8  | 3  | 3  | 2  | 18 | 12 | +6  |
| Alemania     | 9   | 8  | 4  | 1  | 3  | 15 | 15 | 0   |
| Bélgica      | 7   | 8  | 3  | 1  | 4  | 23 | 27 | -4  |
| Países Bajos | 7   | 8  | 2  | 3  | 3  | 22 | 28 | -6  |
| Suiza        | 6   | 8  | 3  | 0  | 5  | 23 | 31 | -8  |
| Francia      | 6   | 8  | 2  | 2  | 4  | 23 | 40 | -17 |
| Inglaterra   | 0   | 8  | 0  | 0  | 8  | 8  | 58 | -50 |